# توم باريت
توم باريت (بالإنجليزية: Tom Barrett)‏ (16 مارس 1934 في المملكة المتحدة - 8 مارس 2014 في المملكة المتحدة) هو لاعب كرة قدم بريطاني في مركز الدفاع. لعب مع مانشستر يونايتد ونادي بليموث أرجايل ونادي تشستر سيتي ونادي تشيلتنهام تاون لكرة القدم.